# Підлісся (Броварський район)
Підлі́сся — село в Україні, у Великодимерській селищній громаді Броварського району Київської області. Населення становить 242 особи.

## Історія
Назва села походить від місця розташування - біля лісу, раніше казали: «під лісом». Село оточують урочища Смалена долина та Чернятин. В околицях села дві річки: Рудка та Лисоха.
Село знаходиться на місці колишнього хутора Назарівка, яке разом з землями, на яких зараз розташовані села Вільне та Захарівка належали Гоголівській сотні. Згідно з декретом про переділ землі, у 1922 році на ці землі було переселено близько 100 родин з Гоголева.
За переписом 1926 року - поселення Гоголівської сільради Великодимерського району Київської округи, 73 двори, 339 мешканців.
Для села характерні родові прізвища переселенців: Гаценки та Лосі (вихідці з Гоголева); Батюки та Лисенки (вихідці з Свиноїдів).